# Лань Сінюй
Лань Сінюй (кит.: 兰星宇, Lan Xingyu, нар. 18 грудня 1997, Гуансі-Чжуанський автономний район) — китайський гімнаст, чемпіон світу та  дворазовий чемпіон Азії.

## Спортивна кар'єра
Почав заняття спортивною гімнастикою в п'ятирічному віці після перегляду спортивних змагань по телевізору.

#### 2021
На чемпіонаті світу в Кітакюсю, Японія, здобув перемогу в фіналі вправи на кільцях.

## Результати на турнірах
| Рік  | Змагання            | КБ | ІБ | Вільні вправи | Кінь | Кільця | Опорний стрибок | Паралельні бруси | Перекладина |
| ---- | ------------------- | -- | -- | ------------- | ---- | ------ | --------------- | ---------------- | ----------- |
| 2017 | Кубок світу. Котбус |    |    |               |      | 3      |                 |                  |             |
| 2018 | Кубок світу. Баку   |    |    |               |      | 3      |                 | 6                |             |
| 2018 | Чемпіонат світу     | *  |    |               |      |        |                 |                  |             |
| 2019 | Кубок світу. Доха   |    |    |               |      | 1      |                 |                  |             |
| 2019 | Чемпіонат Азії      | 1  |    |               |      | 1      |                 |                  |             |
| 2020 | Кубок світу. Баку   |    |    |               |      | 3      |                 |                  |             |
| 2020 | Чемпіонат Китаю     | 3  | 6  |               |      |        |                 |                  |             |
| 2021 | Чемпіонат Китаю     | 3  | 7  |               |      | 2      |                 |                  |             |
| 2021 | Чемпіонат світу     |    |    |               |      | 1      |                 |                  |             |
| 2023 | Універсіада         | 1  |    |               | 7    | 1      |                 |                  |             |

*був у складі збірної запасним гімнастом